# Lythrum californicum
Lythrum californicum är en fackelblomsväxtart som beskrevs av John Torrey och Gray. Lythrum californicum ingår i släktet fackelblomstersläktet, och familjen fackelblomsväxter. Inga underarter finns listade i Catalogue of Life.

## Bildgalleri

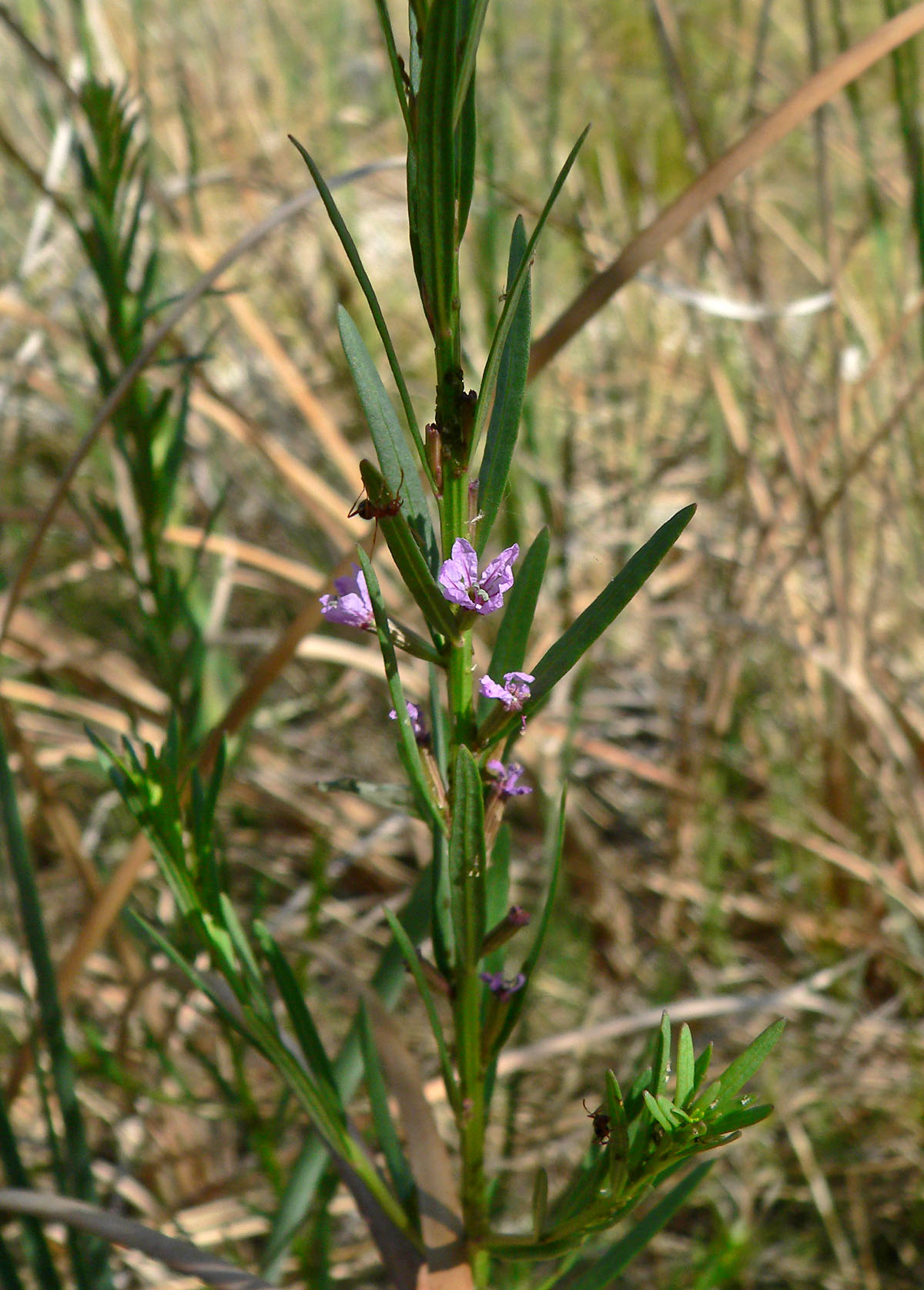
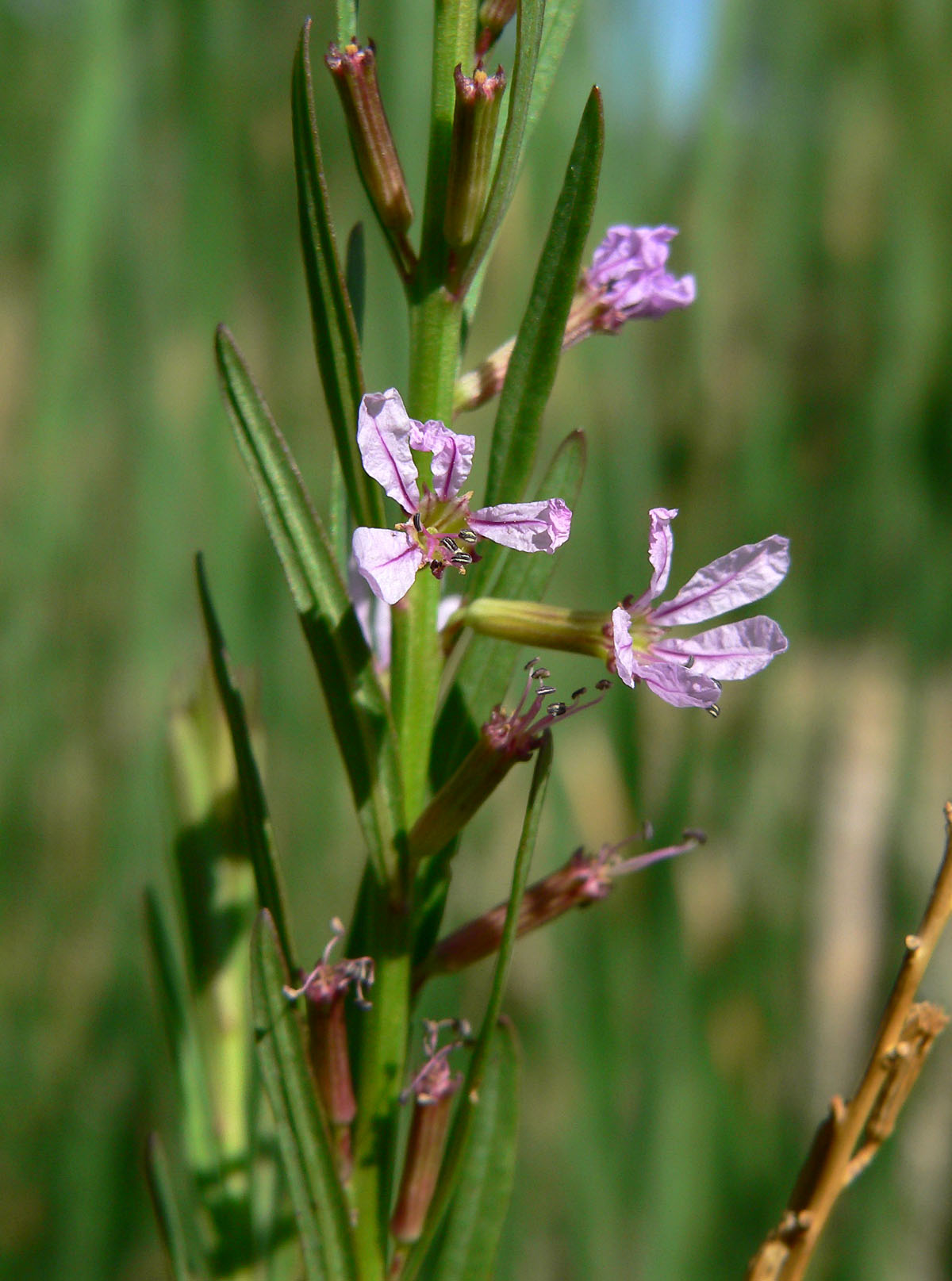
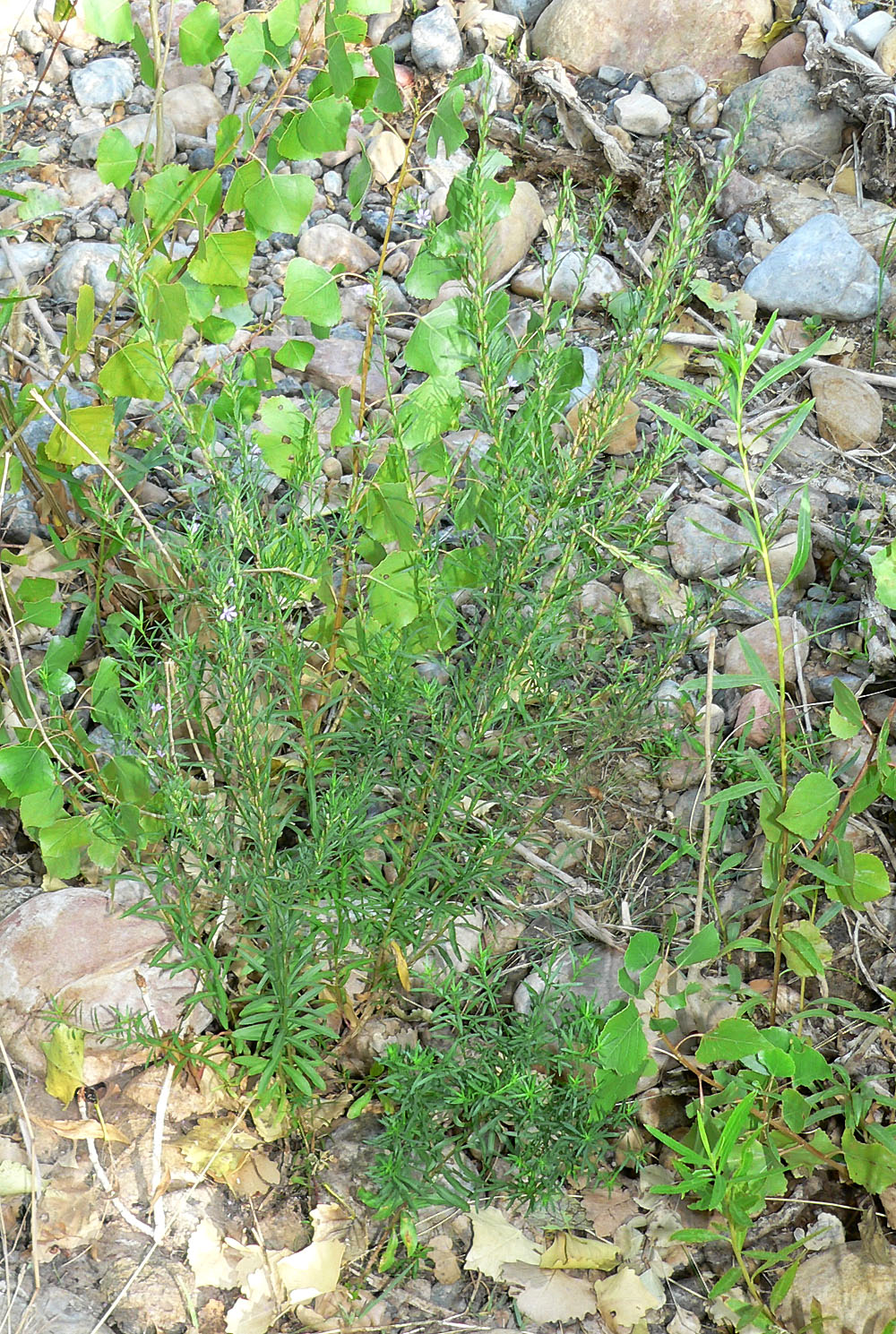